# Martin Baltimore
«Мартин Балтимор» (англ. Martin Baltimore) — американський двомоторний легкий бомбардувальник-розвідувальний літак. виробництва авіакомпанії Glenn L. Martin Company. Перебував на озброєнні Королівських ПС Британії, Австралії, Канади та ПС Південної Африки; був прийнятий на озброєння США, але на службу до американських ПС так і не надійшов. Застосовувався майже суто на Середземноморському театрі воєнних дій та на Близькому Сході.

## Історія створення
«Мартин Балтимор» (заводське позначення «модель 187») був розроблений в ініціативному порядку конструкторським бюро американської компанії Glenn L. Martin, як подальший розвиток «Мартин» 167 «Меріленд». «Меріленд», у свою чергу, розроблявся на підставі тактико-технічних вимог до легкого бомбардувальника, визначених повітряним корпусом армії США у 1938 році. Перша модель цього бомбардувальника отримала офіційне позначення XA-22, але він не був прийнятий до експлуатації у військовій авіації США, оскільки контракт був виграний Douglas DB-7, який згодом став A-20.
Нова версія бомбардувальника відрізнялася зміненим фюзеляжем, посиленим озброєнням і потужнішими двигунами. Проєкт був запропонований французькому уряду і 18 травня 1940 року був підписаний попередній контракт на виготовлення 400 літаків Martin 187F, але занадто швидка капітуляція Франції залишила фірму без вигідного замовлення. Натомість виробнича серія була запропонована Великій Британії і вже на початку 1941 року британська закупівельна комісія підписала контракт на 400 літаків. Незабаром замовлення було розширено до 975 одиниць, а в червні 1942 року було підписано угоду ще на 600 машин. Прототип не будувався, а 14 червня 1941 року піднявся в повітря перший «Балтимор» Mk.I. Всі 1575 замовлених літаків було виготовлено до травня 1945 року.

## Конструкція

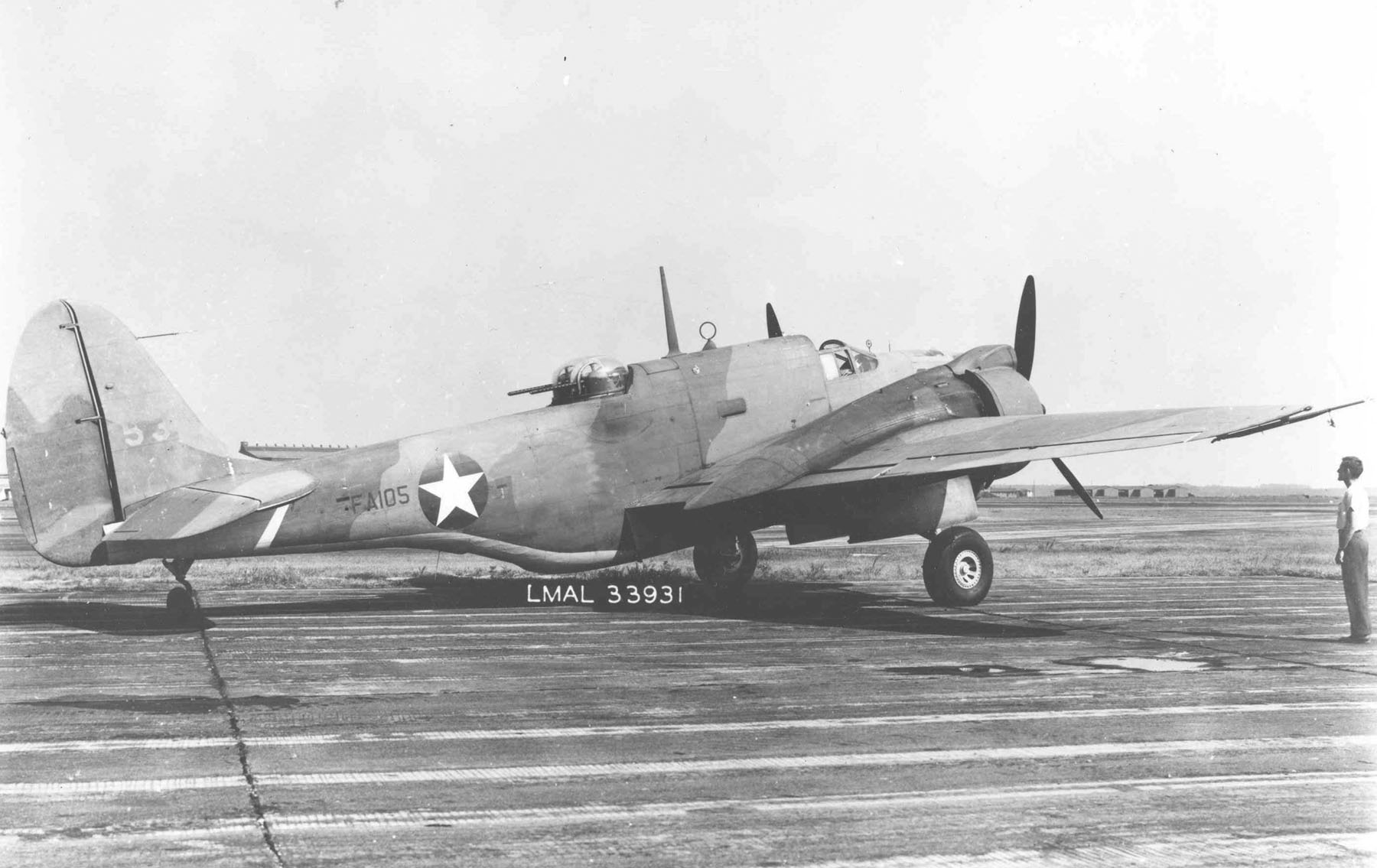
A-30 (американське позначення Baltimore B. IIIa) на випробуваннях в США.

«Мартин Балтимор» — середньоплан суцільнометалевої конструкції з двома радіальними двигунами, з двоколісним шасі та хвостовим колесом, які прибирали в польоті, та одинарним вертикальним стабілізатором. Відмінною особливістю літака став вузький і високий фюзеляж, завдяки якому з'явилася можливість урізноманітнити бомбове навантаження. Відповідно, кабіни екіпажу стали більш просторими і отримали бронезахист. Крило перейшло від попередньої моделі з мінімальними змінами, але Martin 187 отримав двигуни Wright R-2600-19А5В5 «Twin Cyclone» потужністю по 1600 к. с., оснащені протипиловими фільтрами, оскільки основним ТВД для цих літаків залишалася Африка.
Авіаційне озброєння стандартно складалося з шести 7,62-мм кулеметів. Чотири «Браунінга» монтували в крилі, ще два «Браунінга» або «Віккерса» — на рухомих установках (верхньої і нижньої).
Нормальна маса бомбового навантаження становила 907 кг, а максимальна — до 1500 кг. Екіпаж включав чотири особи.
Згодом озброєння літака модернізувалося та посилювалося. Частина літаків додатково комплектували чотирма кулеметами «Браунінг» у фюзеляжі, що стріляють назад-вниз. На сотні літаків «Балтимор» Mk.II у верхній установці замість одного кулемета змонтовано два. Наступна партія «Балтимор» Mk.III (250 одиниць) була обладнана верхньою башточкою зі зчетвереними 7,7-мм кулеметами «Браунінг». У нижній установці монтувалася спарка таких кулеметів.
281 літак «Балтимор» Mk.IIIA отримав двигуни R-2600-13 американського, а не експортного стандарту (1600 к. с). У верхній башті тепер встановлювали тільки два кулемети, але великокаліберних. Варіант «Балтимор» Mk.IV (294 одиниці) мав таке ж озброєння, але мотори іншої марки — R-2600-19 (1600 к. с). Нарешті, «Балтимор» Mk.V обладнали 1700-сильними двигунами R-2600-29, а авіаційне озброєння його складалося з дев'яти 12,7-мм кулеметів (чотири в крилі, два у верхній башті, один в нижній установці, два у фюзеляжі, що стріляють назад-вниз). Виготовили 600 літаків.

## Історія служби

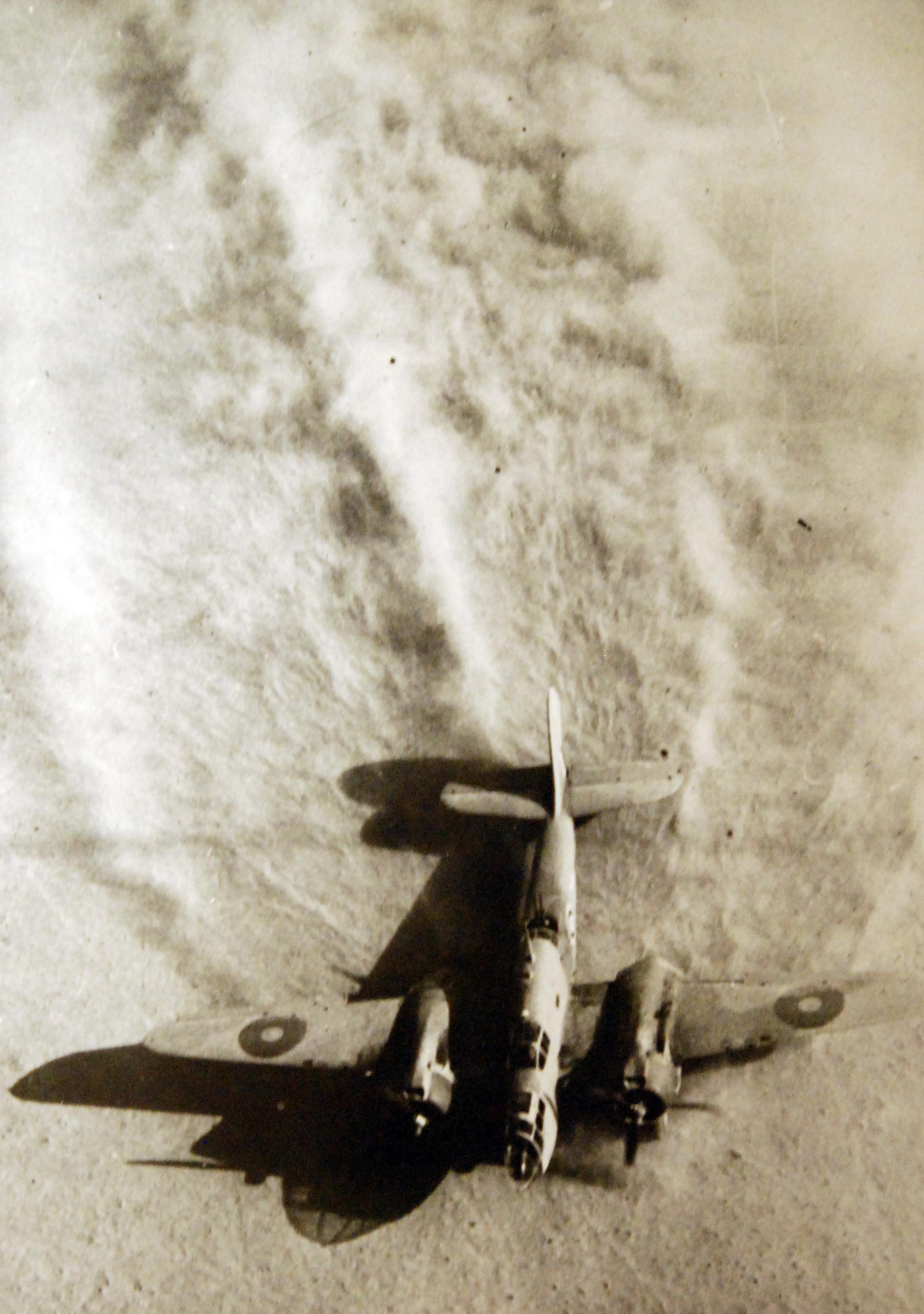
«Балтимор» злітає з аеродрому в Північній Африці.

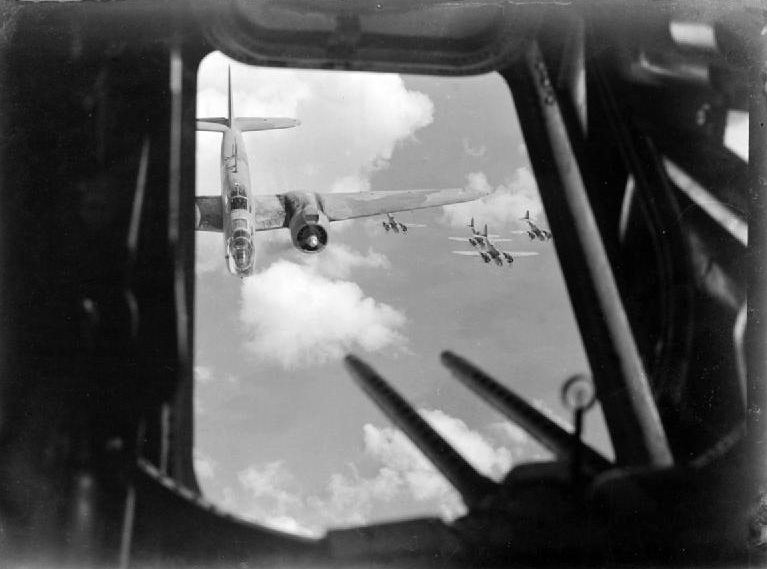
Балтимори над фронтом поблизу Ель-Аламейна

Літаки «Балтимор» Mk.I використовували тільки як навчальні. Пізніші модифікації надходили на озброєння частин британських Королівських ПС, що билися в Північній Африці. Спочатку британські пілоти були дуже задоволені бойовими характеристиками бомбардувальника, який значно переважав «Блейхейм», за винятком тісних умов для розміщення членів екіпажу.
Першою в бій на «Балтимор» пішла 223-тя ескадрилья. 23 травня 1942 роки чотири її літаки вирушили для удару по аеродрому в Дерні, але всі були збиті «Мессершміттами». У червні — липні ескадрилья спільно з 55-ю ескадрильєю, також озброєної «Балтиморами», брала участь у спробах відбиття наступу Роммеля. Бомбардувальники, діючи групами по 12-18 машин, завдавали удари по лініях постачання військ противника.
З вересня 1942 року «Балтимори» брали найактивнішу участь у битві під Ель-Аламейном. Потужне авіаційне озброєння літаків дозволяло застосовувати їх не тільки як бомбардувальники, але і як штурмовики. Надалі основний тягар ударів «Балтиморів» був перенесений на цілі в глибині оборони противника — перш за все склади і лінії комунікацій, що проводилося, як правило, у нічний час. З 6 жовтня 1942 року «Балтимори» здійснили серію нальотів на аеродроми противника в рамках першого етапу підготовки генерального наступу. 23 жовтня наступ розпочався, і «Балтимори» спільно з іншими бомбардувальниками атакували німецькі позиції, а з 3 листопада бомбили відступаючі німецько-італійські війська. Надалі вони брали участь у боях аж до розгрому італо-німецьких військ у Північній Африці. Останніми завданнями були нальоти на укріплення лінії Марет у Тунісі і порти Габес, Сфакс і Сус.
На початку 1943 року було «Балтиморами» було оснащено британську 52-у і австралійську 454-у ескадрилії, основним завданням яких були атаки на італійські кораблі, літом до них приєдналась 15-а північноафрикаська ескадрилія. 23 липня 1943 року 454-а ескадрилія взяла участь в бомбардуваннях Криту, під час якого британська авіація зазнала серйозних втрат, зокрема було втрачено 5 з восьми «Балтиморів».
В кінці квітня 1943 року більшість «Балтиморів» британських і північноафриканських ескадрилей було зведено в 232-є і 3-є бомбардувальні крила, які почали систематичні бомбардування Сицилії, спочатку базуючись в Тунісі, а з липня — на Мальті. Пізніше вони підтримували десантні операції союзників на Сицилії і в континентальній Італії. У жовтні 1943 року їх передислокували на італійські аеродроми. Інші частини «Балтимор» у той час діяли над Егейським морем. Але поступово їх витісняли більш сучасні машини. До грудня 1944 року «Балтимор» залишилися на озброєнні тільки трьох ескадрилей 253-го крила. До самого кінця війни вони бомбили позиції в північній Італії, де ще оборонялися частини вермахту.
Частина «Балтиморів» була відряджена авіації флоту Великої Британії й застосовувалася у протичовновій війні на Середземномор'ї, здобувши помірного успіху, потопивши до восьми U-Boot.
В липні 1944 року «Балтиморами» були оснащені дві групи союзної Італії — 28-у і 132-у, загалом 49 літаків. Ці дві групи були з'єднані в «стормо Балтимор» і з листопада 1944 року почали діяти проти німецьких об'єктів на Балканах. Загалом до травня 1945 року італійські «Балтимори» здійснили 1,5 тисяч вильотів і скинули 1225 тон бомб. Після війни Балтимори залишались на озброєнні ВПС Італії аж до 1948 року.

## Основні модифікації
- Baltimore B. I — перша версія літака, оснащеного 1600-сильним радіальним двигуном Wright GR-2600-A5B, озброєного десятьма 0.303 (7,7 мм) кулеметами: вісім Browning М1919 у жорсткому кріпленні та два Vickers K на поворотних турелях. 50 літаків збудовано.
- Baltimore B. II — варіант штурмовика з посиленим озброєнням — 12 кулеметів Vickers K. Побудовано 100 одиниць.
- Baltimore B. III — модернізована версія літака з 14 авіаційними кулеметами Browning М1919/Vickers K. Побудовано 250 одиниць.
- Baltimore B. IIIa — літак з двома 12,7-мм кулеметами, що будувався на замовлення повітряних сил армії США, передані за ленд-лізом Британії. 281 екземпляр.
- Baltimore B. IV — модифікація літака з чотирма 12,7-мм кулеметами, що будувався на замовлення повітряних сил армії США, передані за ленд-лізом Британії. 294 одиниці побудовані.
- Baltimore B. V — версія літака з посиленим двигуном Wright R-2600-29, потужністю 1700 к.с. 600 літаків випущено.
- Baltimore GR. VI — модернізована версія «Балтимор» з подовженим фюзеляжем, збільшеними паливними баками та радаром для ведення морської повітряної розвідки. Замовлялося 900 одиниць, але проєкт скасований; збудовано лишень 2 прототипи.

## Тактико-технічні характеристики

Схематичне зображення бомбардувальника «Мартин Балтимор»

Дані з Ударная авиация Второй Мировой — штурмовики, бомбардировщики, торпедоносцы

### Технічні характеристики
|                       |                       | B.I                   | B.II                  | B.III                 | B.IV                 | B.V                  |
| --------------------- | --------------------- | --------------------- | --------------------- | --------------------- | -------------------- | -------------------- |
| Довжина               | Довжина               | 14,78 м               | 14,78 м               | 14,78 м               | 14,78 м              | 14,78 м              |
| Висота                | Висота                | 4,34 м                | 4,34 м                | 4,34 м                | 4,34 м               | 4,34 м               |
| Розмах крил           | Розмах крил           | 18,69 м               | 18,69 м               | 18,69 м               | 18,69 м              | 18,69 м              |
| Площа крил            | Площа крил            | 50,03 м²              | 50,03 м²              | 50,03 м²              | 50,03 м²             | 50,03 м²             |
| Маса                  | пустого               | 6871 кг               |                       | 6894 кг               | 7014 кг              | 7253 кг              |
| Маса                  | максимальна злітна    | 9865 кг               | 9865 кг               | 10 432 кг             | 10 251 кг            | 10 516 кг            |
| Двигуни               | Двигуни               | 2 × Wright R-2600-A5B | 2 × Wright R-2600-A5B | 2 × Wright R-2600-A5B | 2 × Wright R-2600-13 | 2 × Wright R-2600-19 |
| Потужність            | Потужність            | 2 × 1600 к. с.        | 2 × 1600 к. с.        | 2 × 1600 к. с.        | 2 × 1600 к. с.       | 2 × 1700 к. с.       |
| Максимальна швидкість | Максимальна швидкість | 496 км/год            | 496 км/год            | 486 км/год            | 491 км/год           | 515 км/год           |
| Бойова стеля          | Бойова стеля          | 6800 м                | 6800 м                | 7315 м                | 7100 м               | 7620 м               |

## Країни-оператори
- Австралія
  - Повітряні сили Австралії
- Канада
  - Королівські військово-повітряні сили Канади
- Велика Британія
  - Королівські ПС Великої Британії
- Південна Африка
  -  ПС Південно-Африканського Союзу
- Італія
  -  Повітряні сили союзної Італії
  -  Повітряні сили Італії
- Грецьке королівство
  -  Повітряні сили Греції
- Туреччина
  -  Повітряні сили Туреччини
- Вільна Франція
  -  Повітряні сили Вільної Франції